# The Death of Peace of Mind
The Death of Peace of Mind è il terzo album in studio del gruppo musicale statunitense Bad Omens, pubblicato il 25 febbraio 2022 dalla Sumerian Records.

## Descrizione
L'album rappresenta una novità in termini di sonorità, aggiungendo al tipico metalcore del gruppo una massiccia influenza elettronica e un esteso uso della voce melodica da parte di Noah Sebastian che si avvicina a uno stile più pop e R&B, con la critica che lo ha accostato a quello di cantanti come Billie Eilish e The Weeknd. Alcuni dei brani presentano inoltre influenze di derivazione industrial e synth pop, mentre altri presentano strumentazione atipica come il violoncello in What It Cost.

## Promozione
Il 10 novembre 2021 i Bad Omens hanno annunciato l'album insieme al singolo omonimo, per il quale è stato realizzato anche un video musicale diffuso nello stesso giorno sul canale YouTube della Sumerian. A un mese esatto di distanza è stato distribuito digitalmente il doppio singolo What Do You Want from Me?/Artificial Suicide, con un video per Artificial Suicide reso disponibile il 7 gennaio 2022.
Il 19 gennaio 2022 è stato pubblicato il terzo singolo Like a Villain, scelto come primo effettivo per le radio rock statunitensi un mese più tardi (periodo in cui è stato distribuito anche il relativo video). Un'ultima anticipazione all'album è rappresentata dal quarto singolo The Grey, uscito come tale il 16 febbraio.
Nel mese di maggio il gruppo ha supportato gli In This Moment negli Stati Uniti d'America, tornando ad esibirsi per la prima volta dalla pandemia di COVID-19. Il 19 di tale mese ha reso disponibile il video per la seconda traccia Nowhere to Go, mentre il 23 agosto è stato pubblicato quello per la traccia d'apertura Concrete Jungle. Nello stesso giorno è stato distribuito per le radio statunitensi anche il quinto singolo Just Pretend, divenuto in seguito virale su TikTok e contribuendo alla popolarità dei Bad Omens. Per esso è stato successivamente realizzato un video diretto da Erik Rojas e uscito l'8 giugno 2023.
Nell'autunno 2022 hanno intrapreso la prima tournée da headliner in promozione all'album. Intitolato A Tour of the Concrete Jungle, il tour si è inizialmente svolto negli Stati Uniti d'America, partendo da Charlotte il 3 novembre e terminando a New York in una doppia data tenuta l'11 e il 12 dicembre seguente, entrambe trasmesse in live streaming. La tournée si è successivamente allargata anche all'Europa e all'Australia, dove il gruppo si è esibito tra febbraio e marzo 2023. I Bad Omens sono tornati nuovamente negli Stati Uniti d'America tra maggio e giugno 2023, durante il quale si sono esibiti presso vari festival, per poi intraprendere il tour Concrete Forever tra settembre e ottobre, cancellando tuttavia alcune delle date finali a causa di un'infiammazione alla gola di Sebastian.
Nel gennaio 2024 hanno aperto ai Bring Me the Horizon in occasione del loro Nx_Gn Wrld Tour svoltosi tra Regno Unito e Irlanda, per poi riprendere il tour Concrete Forever in Europa tra il 27 gennaio e l'11 febbraio.

## Tracce
Testi e musiche di Noah Sebastian e Joakim Karlsson, eccetto dove indicato.
1. Concrete Jungle – 3:40
2. Nowhere to Go – 4:06
3. Take Me First – 3:19 (Erik Ron, Noah Sebastian, Joakim Karlsson)
4. The Death of Peace of Mind – 4:01
5. What It Cost – 1:43
6. Like a Villain – 3:30
7. Bad Decisions – 4:21
8. Just Pretend – 3:24
9. The Grey – 4:06
10. Who Are You? – 3:37 (Michael Taylor, Noah Sebastian, Joakim Karlsson)
11. Somebody Else. – 3:56
12. IDWT$ – 3:22
13. What Do You Want from Me? – 2:55 (Jesse Cash, Noah Sebastian, Joakim Karlsson)
14. Artificial Suicide – 3:15 (Jesse Cash, Noah Sebastian, Joakim Karlsson)
15. Miracle – 3:45

## Formazione
Hanno partecipato alle registrazioni, secondo le note di copertina:
Gruppo
- Noah Sebastian – voce, programmazione
- Joakim Karlsson – chitarra, programmazione, voce aggiuntiva
- Nicholas Ruffilo – chitarra, basso
- Nick Folio – batteria

Produzione
- Noah Sebastian – produzione, ingegneria del suono
- Joakim Karlsson – produzione, ingegneria del suono
- Matt Dierkens – ingegneria del suono
- Zakk Cervini – missaggio, mastering
- Nik Trekov – assistenza al missaggio
- Erik Ron – produzione (traccia 3)
- Michael Taylor – produzione (traccia 10)
- Jesse Cash – produzione (tracce 13 e 14)

## Classifiche
| Classifica (2022)          | Posizione massima |
| -------------------------- | ----------------- |
| Regno Unito (rock & metal) | 24                |
| Stati Uniti (hard rock)    | 11                |
| Stati Uniti (heatseekers)  | 1                 |
| Stati Uniti (independent)  | 34                |
| Stati Uniti (rock)         | 44                |